# Nekrolog 3. Quartal 1913
Nekrolog
◄◄
| ◄
| 1909
| 1910
| 1911
| 1912
| 1913 | 1914 | 1915 | 1916 | 1917 | ► | ►►
1. Quartal |
2. Quartal |
3. Quartal |
4. Quartal 1913
Weitere Ereignisse | Allgemeiner Nekrolog 1913
Die Beschreibung der verstorbenen Person sollte so kurz wie möglich gehalten sein und nur deren signifikante Tätigkeit(en) enthalten.
Neue Namen ggf. auch unter dem Geburts- und Sterbedatum, also etwa unter 1. Januar und im Geburts- und Sterbejahr (2024) eintragen (nur bei entsprechender großer Wichtigkeit). Für Beispiele siehe die schon vorhandenen Artikel.
Außerdem über die fünf zuletzt Verstorbenen, zu denen es einen ausreichend guten Artikel für eine Präsentation auf der Hauptseite gibt, nach der todesbedingten Überarbeitung der Artikel ggf. auch unter Wikipedia Diskussion:Hauptseite informieren und sie am besten auch in den anderen Wikipedia-Sprachversionen eintragen. Tipp: Regelmäßig bei news.google.de nach „ist tot“, „gestorben“ oder „verstorben“ suchen.
Wenn eine Person gestorben ist, gibt es viele Seiten zu dieser Person in der Wikipedia, die davon auch betroffen sind und entsprechend aktualisiert werden müssen. Beispiele: Namenübersichtsseite, Geburtsjahr, Geburtsort-Seiten und viele mehr.
Wie finde ich die betroffenen Seiten?
Im Suchfeld auf der linken Seite gibt man den Suchbegriff so ein: „Vorname Nachname“. Dann klickt man auf Volltext und alle Seiten mit entsprechendem Suchtext werden aufgerufen. Hier sieht man dann schnell, wo auch das Todesjahr Sinn macht oder sogar ein Teil des Artikels angepasst werden muss. Auch hilft das „Werkzeug“ auf der linken Seite sehr gut, um solche Seiten aufzufinden: „Links auf diese Seite“. Somit ist die Wikipedia wieder aktuell in allen Bereichen! Hinweis: bei Eintragung der Kategorie „Gestorben JAHR“ wird der Missbrauchsfilter 49 ausgelöst, was jedoch nicht schlimm ist. Siehe: Spezial:Missbrauchsfilter/49
Dies ist eine Liste von im dritten Quartal 1913 verstorbenen bekannten Persönlichkeiten. Die Einträge erfolgen innerhalb der einzelnen Daten alphabetisch sortiert. Tiere sind im Nekrolog für Tiere zu finden.

## Juli
| Tag      | Name                             | Beruf, bekannt als                                                                            | Alter | Beleg |
| -------- | -------------------------------- | --------------------------------------------------------------------------------------------- | ----- | ----- |
| 1. Juli  | Barthold von Quistorp            | preußischer Offizier und Militärschriftsteller                                                | 88    |       |
| 2. Juli  | John Janssen                     | deutsch-amerikanischer römisch-katholischer Theologe und Bischof                              | 78    |       |
| 2. Juli  | Eduard Just                      | deutscher Chemiker, Chemieunternehmer in Österreich                                           | 66    |       |
| 2. Juli  | Max Sdralek                      | deutscher katholischer Kirchenhistoriker                                                      | 57    |       |
| 3. Juli  | Adolph Amberg                    | deutscher Bildhauer                                                                           | 38    |       |
| 3. Juli  | Carl Küster                      | deutscher Kaufmann, Redakteur und Buchdrucker, Gründer der gleichnamigen Druckerei            | 58    |       |
| 3. Juli  | Robert Lendlmayer von Lendenfeld | österreichischer Zoologe, Alpinist und Hochschullehrer                                        | 55    |       |
| 4. Juli  | György Klösz                     | Fotograf der in Österreich und Ungarn tätig war                                               | 68    |       |
| 5. Juli  | Alfred Lyttelton                 | englischer Cricketspieler und Politiker                                                       | 56    |       |
| 5. Juli  | Leonardo Márquez                 | mexikanischer Botschafter                                                                     | 93    |       |
| 6. Juli  | John Curtis Kyle                 | US-amerikanischer Politiker                                                                   | 61    |       |
| 6. Juli  | Leopold Rost                     | österreichischer Ordensgeistlicher, Abt des Schottenstiftes                                   | 70    |       |
| 6. Juli  | James Cassius Williamson         | australischer Schauspieler und Impresario                                                     | 67    |       |
| 6. Juli  | Fritz Zietsch                    | deutscher Porzellanmaler, Redakteur und Politiker (SPD), MdR                                  | 36    |       |
| 7. Juli  | Conrad Langerfeldt               | deutscher Kreisdirektor und Politiker, MdR, Bürgermeister                                     | 72    |       |
| 8. Juli  | Louis Hémon                      | französischer Schriftsteller                                                                  | 32    |       |
| 9. Juli  | Otto Enke                        | deutscher Politiker und Unternehmer                                                           | 58    |       |
| 9. Juli  | Carl Grünzweig                   | Chemiker, Industrieller und Bürgermeister der Stadt Ludwigshafen                              | 67    |       |
| 9. Juli  | Anton Kohl                       | deutscher Geistlicher und Politiker (Zentrum), MdR                                            | 62    |       |
| 9. Juli  | Gregorio Pérez Demaría           | spanischer Bergführer, Hirte und Jäger                                                        | 60    |       |
| 10. Juli | Mikoláš Aleš                     | böhmischer Illustrator und Maler                                                              | 60    |       |
| 10. Juli | Walter Kyllmann                  | deutscher Architekt                                                                           | 76    |       |
| 10. Juli | Otto Thiel                       | deutscher Fußballspieler                                                                      | 21    |       |
| 11. Juli | Charles Lavigne                  | französischer Jesuit, Apostolischer Vikar in Indien, Bischof in Sri Lanka                     | 73    |       |
| 13. Juli | Alexander Halm                   | preußischer Beamter und Politiker                                                             | 73    |       |
| 13. Juli | Ernst Hintzmann senior           | deutscher Politiker                                                                           | 59    |       |
| 14. Juli | August von Gise                  | deutscher Politiker (Zentrum), MdR und bayrischer Oberhofmeister                              | 62    |       |
| 14. Juli | Johann Baptist Schott            | deutscher Architekt des Historismus                                                           | 60    |       |
| 15. Juli | Marie d’Abbadie d’Arrast         | französische Philanthropin und Feministin                                                     | 75    |       |
| 15. Juli | Johann Jakob Hauser              | Schweizer Landwirt, Journalist und Landwirtschaftspolitiker                                   | 59    |       |
| 15. Juli | Julius Leemann                   | deutscher Landwirt, Landwirtschaftsgenossenschaftler, Hochschullehrer und Politiker (DP), MdR | 73    |       |
| 15. Juli | Hugh Richardson                  | kanadischer Richter                                                                           | 86    |       |
| 16. Juli | John W. McCrindle                | britischer Altphilologe und Lehrer in Indien                                                  | 88    |       |
| 16. Juli | Friedrich Anton Reiche           | deutscher Unternehmer                                                                         | 67    |       |
| 17. Juli | Ernst Schneider                  | Gewerbetreibender und antisemitischer Politiker in Österreich-Ungarn                          | 62    |       |
| 18. Juli | Karel Glaser                     | slowenischer Philologe und Literaturhistoriker                                                | 68    |       |
| 18. Juli | Edward S. Salomon                | US-amerikanischer Politiker                                                                   | 76    |       |
| 18. Juli | Max Seippel                      | deutscher Schriftsteller                                                                      | 63    |       |
| 19. Juli | Walther Caspari                  | deutscher Maler, Grafiker, Illustrator und Karikaturist                                       | 43    |       |
| 19. Juli | Florentine Galliny               | österreichische Autorin, Journalistin und Übersetzerin                                        | 68    |       |
| 19. Juli | Stephan Jantzen                  | deutscher Seemann, Lotsenkommandeur und Seenotretter                                          | 85    |       |
| 19. Juli | Marlin Edgar Olmsted             | US-amerikanischer Politiker                                                                   | 66    |       |
| 20. Juli | Charles W. Buttz                 | US-amerikanischer Politiker                                                                   | 75    |       |
| 20. Juli | Ludwig Kainzbauer                | österreichischer Maler und Kunstschriftsteller                                                | 58    |       |
| 20. Juli | Wsewolod Fjodorowitsch Rudnew    | russischer Marineoffizier                                                                     | 57    |       |
| 21. Juli | Risden Tyler Bennett             | US-amerikanischer Politiker                                                                   | 73    |       |
| 21. Juli | Hermann Credner                  | deutscher Geowissenschaftler                                                                  | 71    |       |
| 22. Juli | Johannes Willem Bergansius       | niederländischer Generalleutnant und Politiker                                                | 76    |       |
| 22. Juli | Johann Jakob Bernoulli           | Schweizer Archäologe                                                                          | 82    |       |
| 22. Juli | Hugo Laspeyres                   | deutscher Mineraloge                                                                          | 77    |       |
| 24. Juli | Johann Breidler                  | österreichischer Architekt und Botaniker (Bryologe)                                           | 84    |       |
| 24. Juli | Gustav Jäde                      | deutscher Kaufmann, Mitglied der Lübecker Bürgerschaft und Errichter zweier Stiftungen        | 63    |       |
| 25. Juli | Friedrich Meinecke               | deutscher Bildhauer                                                                           | 40    |       |
| 26. Juli | Rudolf Otto von Ottenfeld        | deutscher Schlachten- und Orientmaler                                                         | 57    |       |
| 28. Juli | Wilhelm Augst                    | deutscher Kupferschmied und Politiker, MdR                                                    | 60    |       |
| 28. Juli | Friedrich Wilhelm Riechmann      | deutscher Sänger, Schauspieler und Regisseur                                                  | 59    |       |
| 29. Juli | Tobias Asser                     | niederländischer Jurist und Politiker                                                         | 75    |       |
| 29. Juli | Karl Heussenstamm                | deutscher Kommunalpolitiker und Kommunalbeamter                                               | 78    |       |
| 29. Juli | Franz Xaver Lender               | deutscher Pfarrer und Politiker (Zentrum), MdR                                                | 82    |       |
| 29. Juli | Joseph L. Morphis                | US-amerikanischer Politiker                                                                   | 82    |       |
| 30. Juli | Ricardo Bahre                    | deutscher Architekt                                                                           | 64    |       |
| 30. Juli | Warren F. Daniell                | US-amerikanischer Politiker                                                                   | 87    |       |
| 30. Juli | Itō Sachio                       | japanischer Haiku-Dichter                                                                     | 48    |       |
| 30. Juli | August Sternickel                | deutscher Raubmörder und Brandstifter                                                         | 47    |       |
| 30. Juli | Karl Weiser                      | deutscher Schauspieler und Schriftsteller                                                     | 65    |       |
| 31. Juli | Thomas Ayres                     | südafrikanischer Händler, Goldsucher und Naturforscher                                        |       |       |

## August
| Tag        | Name                               | Beruf, bekannt als | Alter | Beleg |
| ---------- | ---------------------------------- | --- | ----- | ----- |
| 1. August  | Levin Graf Schaffgotsch            | Landespräsident von Salzburg                                                                                           | 59    |       |
| 1. August  | Lessja Ukrajinka                   | ukrainische Dichterin, Dramaturgin und Übersetzerin                                                                    | 42    |       |
| 2. August  | Hans Eyl                           | deutscher Stadtsyndikus von Hannover, Vorstandsvorsitzender des Sparkassenverbandes Niedersachsen                      | 58    |       |
| 2. August  | Oscar Gregorovius                  | deutscher Baumeister, Stadtplaner und Gemeindevertreter                                                                | 67    |       |
| 2. August  | Robert Maynard Murray              | US-amerikanischer Politiker                                                                                            | 71    |       |
| 2. August  | Johannes Nöhring                   | deutscher Architektur- und Kunstfotograf                                                                               | 79    |       |
| 2. August  | Václav Prošek                      | tschechischer Architekt, der viele Jahre in Bulgarien verbrachte                                                       |       |       |
| 2. August  | Alfred Zucker                      | deutscher, US-amerikanischer und argentinischer Architekt                                                              | 61    |       |
| 3. August  | Amos Bad Heart Bull                | indianischer Maler und Historiker der Oglala-Lakota-Sioux                                                              |       |       |
| 3. August  | Josephine Cochrane                 | US-amerikanische Erfinderin der Geschirrspülmaschine                                                                   |       |       |
| 3. August  | Wilhelm Muthmann                   | deutscher Chemiker | 52    |       |
| 3. August  | Friedrich Wilhelm Putzger          | sächsischer Pädagoge, Schulaufsichtsbeamter, Schulbuchautor                                                            | 64    |       |
| 3. August  | Heinrich Rasch                     | deutscher Maler | 72    |       |
| 4. August  | Carl Gravenhorst                   | deutscher Jurist und Politiker (DHP), MdR                                                                              | 76    |       |
| 4. August  | Étienne Laspeyres                  | deutscher Nationalökonom und Statistiker                                                                               | 78    |       |
| 5. August  | John M. Brower                     | US-amerikanischer Politiker                                                                                            | 68    |       |
| 5. August  | Josephus Drehmanns                 | 17. Bischof von Roermond                                                                                               | 70    |       |
| 6. August  | Reginald Lee                       | Ausguck an Bord der Titanic                                                                                            | 43    |       |
| 7. August  | Samuel Franklin Cody               | US-amerikanischer Wildwest-Show-Darsteller und englischer Flugpionier                                                  | 46    |       |
| 7. August  | August Haarmann                    | deutscher Eisenbahnpionier                                                                                             | 73    |       |
| 7. August  | Clemens Kickh                      | österreichischer Benediktiner, Theologe und Hofprediger                                                                | 85    |       |
| 7. August  | Rudolf Kürbis                      | deutscher Schriftsteller                                                                                               | 83    |       |
| 7. August  | Josef Ohrwalder                    | österreichischer Missionar und Autor                                                                                   | 57    |       |
| 7. August  | Fernand Pelez                      | französischer Maler spanischer Herkunft                                                                                | 65    |       |
| 7. August  | David Popper                       | tschechischer Violoncellist und Komponist                                                                              | 70    |       |
| 7. August  | Georgi Karlowitsch von Stackelberg | russischer Kavallerieoffizier                                                                                          | 61    |       |
| 8. August  | Joseph F. Johnston                 | US-amerikanischer Politiker, Offizier in der Konföderiertenarmee                                                       | 70    |       |
| 8. August  | Hermann Harry Schmitz              | deutscher Autor grotesker Erzählungen und Einakter, Essayist                                                           | 33    |       |
| 9. August  | Wilhelm Albermann                  | deutscher Bildhauer | 78    |       |
| 11. August | Édouard Collignon                  | französischer Ingenieur                                                                                                | 82    |       |
| 11. August | Brasílio Itiberê da Cunha          | brasilianischer Komponist und Diplomat                                                                                 | 67    |       |
| 11. August | Imre Kiss                          | ungarischer Stabhochspringer                                                                                           | 34    |       |
| 11. August | Henri Roehrich                     | Schweizer evangelischer Geistlicher und Hochschullehrer                                                                | 76    |       |
| 12. August | Arvid Aae                          | dänischer Maler | 36    |       |
| 12. August | Edwin Goldmann                     | deutscher Arzt und medizinischer Forscher                                                                              | 50    |       |
| 12. August | Felix Landau                       | Dirigent und Kapellmeister                                                                                             | 41    |       |
| 12. August | Aimé Morot                         | französischer Maler | 63    |       |
| 12. August | Siegmund Natzler                   | österreichischer Schauspieler und Operettensänger                                                                      | 50    |       |
| 12. August | Friedrich Michael Schiele          | deutscher evangelischer Theologe und Geistlicher                                                                       | 45    |       |
| 12. August | Lorenzo Tiepolo                    | Bürgermeister von Venedig                                                                                              | 68    |       |
| 12. August | Charles de Tourtoulon              | französischer Historiker, Romanist, Okzitanist und Dialektologe                                                        | 76    |       |
| 13. August | Georg Arnould                      | deutscher Marine- und Armeemaler sowie Illustrator                                                                     | 70    |       |
| 13. August | Bernhard Bardenheuer               | deutscher Chirurg | 74    |       |
| 13. August | August Bebel                       | deutscher sozialistischer Politiker und Mitbegründer der SPD, MdR, Führer der Arbeiterbewegung                         | 73    |       |
| 13. August | Franz Michael Lutz                 | deutscher Jurist |       |       |
| 13. August | Paul Martin                        | deutscher Politiker | 53    |       |
| 13. August | Cornelius Alfred Moloney           | Gouverneur von Gambia und Trinidad und Tobago                                                                          |       |       |
| 14. August | Edward F. Jones                    | US-amerikanischer Offizier, Geschäftsmann, Schriftsteller und Politiker                                                | 85    |       |
| 14. August | Robb de Peyster Tytus              | US-amerikanischer Künstler, Farmer, Politiker und Amateurarchäologe in Ägypten                                         | 37    |       |
| 15. August | Julie Hart Beers                   | US-amerikanische Landschaftsmalerin                                                                                    | 78    |       |
| 17. August | Georg Beuchelt                     | deutscher Unternehmer und Politiker, MdR                                                                               | 61    |       |
| 17. August | Wilhelm Cohn                       | deutscher Schachspieler                                                                                                | 54    |       |
| 17. August | Cornelius Comegys Jadwin           | US-amerikanischer Politiker                                                                                            | 78    |       |
| 18. August | Anton Wilhelm Karl von L’Estocq    | preußischer Offizier, zuletzt Generalleutnant und Ritter des Ordens Pour le Mérite                                     | 89    |       |
| 18. August | Paul Näcke                         | deutscher Psychiater und Kriminologe                                                                                   | 62    |       |
| 18. August | Mihajlo Milan Šarić                | kroatischer Schriftsteller und Journalist                                                                              | 37    |       |
| 18. August | Gustav Schlienkamp                 | preußischer Generalleutnant                                                                                            | 66    |       |
| 19. August | Ottilie Bayer                      | deutsche Schriftstellerin                                                                                              | 64    |       |
| 19. August | Mychajlo Komarow                   | ukrainischer Schriftsteller, Bibliograf, Kritiker, Volkskundler, Übersetzer, Lexikograf und Jurist                     | 69    |       |
| 19. August | Eduard Weichberger                 | deutscher Maler | 70    |       |
| 20. August | Carl Ludwig von Bar                | deutscher Straf- und Völkerrechtslehrer und Politiker, MdR                                                             | 77    |       |
| 20. August | Émile Ollivier                     | französischer Politiker und Staatsmann                                                                                 | 88    |       |
| 24. August | Josef Lang                         | österreichischer Politiker                                                                                             | 46    |       |
| 24. August | Robert Rieder                      | deutscher Chirurg und Reformer der türkischen Medizinerausbildung                                                      | 51    |       |
| 24. August | Anton von Rydzewski                | russischer Bergsteiger                                                                                                 | 77    |       |
| 25. August | Ernst Harmening                    | Jurist, Schriftsteller und Politiker (DHP), MdR                                                                        | 59    |       |
| 25. August | Heinrich Stein                     | deutscher Landschaftsmaler                                                                                             | 62    |       |
| 26. August | Michael Maybrick                   | britischer Sänger, Organist, Komponist und Bürgermeister                                                               | 72    |       |
| 26. August | Bernhard Wieck                     | deutscher Ingenieur und Manager                                                                                        | 68    |       |
| 27. August | Wilhelm von Borries                | deutscher Verwaltungsbeamter und Rittergutsbesitzer                                                                    | 76    |       |
| 29. August | Hermann Aron                       | deutscher Elektrotechniker                                                                                             | 67    |       |
| 29. August | Eduard Isaakson                    | deutscher Kaufmann und Politiker, MdHB                                                                                 | 72    |       |
| 29. August | Friedrich Pockels                  | deutscher Physiker | 48    |       |
| 31. August | Erwin Bälz                         | deutscher Internist, Anthropologe und Leibarzt der Kaiserlichen Familie und Mitbegründer der modernen Medizin in Japan | 64    |       |
| 31. August | Alexander Alexejewitsch Rehbinder  | deutsch-baltischer Offizier, zuletzt kaiserlich-russischer General der Infanterie                                      | 87    |       |
| 31. August | Timothy Sullivan                   | US-amerikanischer Politiker                                                                                            | 51    |       |
| 31. August | Charles H. Turner                  | US-amerikanischer Jurist und Politiker                                                                                 | 52    |       |

## September
| Tag           | Name                                         | Beruf, bekannt als | Alter | Beleg |
| ------------- | -------------------------------------------- | --- | ----- | ----- |
| 1. September  | Viktor Schumann                              | deutscher Physiker | 71    |       |
| 2. September  | Carl von Haase                               | deutscher Landschafts-, Jagd-, Genre-, Porträt- und Stilllebenmaler                                                            | 69    |       |
| 2. September  | Okakura Kakuzō                               | japanischer Kunstwissenschaftler und -förderer                                                                                 | 51    |       |
| 3. September  | Louis Henry                                  | belgischer Chemiker | 78    |       |
| 3. September  | John Martin                                  | US-amerikanischer Politiker | 79    |       |
| 4. September  | Henry Billings Brown                         | US-amerikanischer Jurist | 77    |       |
| 4. September  | Tanaka Shōzō                                 | japanischer Politiker und Umweltschützer                                                                                       | 71    |       |
| 5. September  | Willi Fick                                   | deutscher Fußballspieler | 22    |       |
| 5. September  | Adolf Wilhelm Keim                           | deutscher Handwerker, Forscher und Erfinder                                                                                    | 62    |       |
| 5. September  | Otto Vogeler                                 | deutscher Obergärtner und Landschaftsarchitekt in Berlin und Umgebung                                                          | 67    |       |
| 5. September  | Eduardo Wilde                                | argentinischer Schriftsteller, Arzt und Politiker                                                                              | 69    |       |
| 6. September  | Hippolyt Haas                                | deutscher Paläontologe und Geologe                                                                                             | 57    |       |
| 7. September  | Konrad Hellwig                               | deutscher Rechtsgelehrter | 56    |       |
| 7. September  | Heino Schmieden                              | deutscher Architekt | 78    |       |
| 7. September  | José de Calasanz Félix Santiago Vives y Tutó | Kurienkardinal | 59    |       |
| 8. September  | Gus Lawson                                   | US-amerikanischer Radrennfahrer und Schrittmacher                                                                              | 31    |       |
| 8. September  | Addison Thomas Millar                        | US-amerikanischer Maler und Radierer                                                                                           | 52    |       |
| 8. September  | Richard Scheuermann                          | deutscher Radrennfahrer | 36    |       |
| 8. September  | Paul Senge                                   | deutscher Flugpionier | 23    |       |
| 8. September  | Emma Sparre                                  | schwedische Malerin und Dichterin                                                                                              | 62    |       |
| 9. September  | Günther Hanne                                | deutscher Marineoffizier | 32    |       |
| 9. September  | Adolf Hofmann                                | österreichischer Montangeologe und Paläontologe                                                                                | 60    |       |
| 9. September  | Paul de Smet de Naeyer                       | belgischer Politiker und Premierminister                                                                                       | 70    |       |
| 9. September  | Theodor Valentiner                           | deutscher evangelisch-lutherischer Geistlicher, Superintendent in Eutin, Propst in Husum und Landessuperintendent in Ratzeburg | 59    |       |
| 10. September | Johannes Fidelis Battaglia                   | römisch-katholischer Bischof des Bistums Chur                                                                                  | 84    |       |
| 10. September | William Jay Gaynor                           | US-amerikanischer Jurist und Politiker                                                                                         | 65    |       |
| 10. September | Ernst Hugo von Wolf                          | deutscher Adeliger und Offizier                                                                                                | 74    |       |
| 11. September | Silas A. Conrad                              | US-amerikanischer Politiker | 73    |       |
| 11. September | Walter Noel Hartley                          | irischer Chemiker | 66    |       |
| 11. September | Julius Perlis                                | österreichischer Schachspieler                                                                                                 | 33    |       |
| 11. September | William Wilder                               | US-amerikanischer Politiker | 58    |       |
| 12. September | Iwan Wladimirowitsch Zwetajew                | russischer Altphilologe, Altertumswissenschaftler und Kunsthistoriker                                                          | 66    |       |
| 13. September | Manfred Semper                               | deutscher Architekt | 75    |       |
| 13. September | Aurel Vlaicu                                 | Ingenieur, Pionier der Luftfahrtgeschichte                                                                                     | 30    |       |
| 14. September | Henry Boyd                                   | schottischer Fußballspieler | 44    |       |
| 14. September | Georg Riemenschneider                        | deutscher Kapellmeister und Komponist                                                                                          | 65    |       |
| 15. September | Louis Merck                                  | deutscher Unternehmer | 58    |       |
| 15. September | Paul Sakolowski                              | deutscher Klassischer Philologe und Publizist                                                                                  | 41    |       |
| 15. September | Hermann Vámbéry                              | ungarischer Orientalist, Reisender und Geheimagent in britischen Diensten                                                      | 81    |       |
| 16. September | Friedrich Johann von Alvensleben             | deutscher Diplomat | 77    |       |
| 16. September | Samuel Dibble                                | US-amerikanischer Politiker | 76    |       |
| 16. September | Anton Zengeler                               | deutscher Architekt | 65    |       |
| 17. September | Hugo Skala                                   | österreichischer Politiker | 79    |       |
| 18. September | Gustav Hiller                                | deutscher Erfinder und Industrieller                                                                                           | 50    |       |
| 18. September | Richard Loening                              | deutscher Rechtswissenschaftler                                                                                                | 65    |       |
| 18. September | Samuel Roberts                               | britischer Mathematiker | 85    |       |
| 19. September | Sigmund Herzberg-Fränkel                     | österreichischer Historiker und Journalist                                                                                     | 56    |       |
| 20. September | Ferdinand Blumentritt                        | österreichischer Ethnograph, Lehrer und Gymnasialdirektor in Leitmeritz                                                        | 60    |       |
| 21. September | Bruno Buchwald                               | deutscher Buchbinder und Politiker (SPD), MdR                                                                                  | 65    |       |
| 21. September | Michele Tripisciano                          | italienischer Bildhauer | 53    |       |
| 22. September | Georg von Caro                               | deutscher Großindustrieller | 64    |       |
| 22. September | Julius Kreutzbach                            | deutscher Klavierbauer | 67    |       |
| 22. September | Rudolf Krügener                              | deutscher Unternehmer in der Fotoindustrie                                                                                     | 65    |       |
| 22. September | Karl Renner                                  | deutscher Feuerwehrkommandant und Kaufmann                                                                                     | 80    |       |
| 22. September | Georg Eduard Tegtmeyer                       | deutscher Kaufmann und Politiker                                                                                               | 71    |       |
| 22. September | Eliakum Zunser                               | russischer jiddischer Volkssänger                                                                                              | 77    |       |
| 23. September | Julius Adam                                  | deutscher Genre- und Tiermaler                                                                                                 | 61    |       |
| 24. September | Simon von Nathusius                          | deutscher Hochschullehrer und Wissenschaftler                                                                                  | 48    |       |
| 24. September | Franz Siechen                                | deutscher Unternehmer und Gastronom in Berlin                                                                                  | 67    |       |
| 25. September | Wilhelm Bünte                                | deutscher Chorleiter, Lehrer und Komponist                                                                                     | 84    |       |
| 25. September | Herbert William Garratt                      | britischer Ingenieur | 49    |       |
| 25. September | Seaborn Roddenbery                           | US-amerikanischer Politiker | 43    |       |
| 26. September | Ebenezer Bryce                               | Namensgeber des Bryce Canyons                                                                                                  | 82    |       |
| 27. September | Étienne Dujardin-Beaumetz                    | französischer Maler | 60    |       |
| 27. September | Wilhelm Holtz                                | deutscher Physiker und Erfinder der nach ihm benannten Holtzmaschine                                                           | 76    |       |
| 27. September | Richard Löhmann                              | deutscher Jurist und Politiker, MdHB                                                                                           | 68    |       |
| 28. September | Paul Daude                                   | deutscher Verwaltungsjurist und Fachbuchautor                                                                                  | 61    |       |
| 28. September | Alfred East                                  | britischer Maler | 63    |       |
| 28. September | Friedrich Mettegang                          | deutscher Architekt und Baubeamter                                                                                             | 59    |       |
| 28. September | Werner von der Schulenburg                   | preußischer Landrat und Politiker, MdR                                                                                         | 72    |       |
| 29. September | Nathaniel Baxter junior                      | US-amerikanischer Politiker |       |       |
| 29. September | Rudolf Diesel                                | deutscher Ingenieur und der Erfinder des Dieselmotors                                                                          | 55    |       |
| 29. September | John F. Lacey                                | US-amerikanischer Politiker | 72    |       |
| 29. September | Otto Tauchert                                | deutscher Reichsgerichtsrat | 53    |       |
| 30. September | Harry Libbey                                 | US-amerikanischer Politiker | 69    |       |
| 30. September | Alexander McDowell                           | US-amerikanischer Politiker | 68    |       |
| 30. September | Emil Moser                                   | Schweizer Politiker (Radikale Partei) und Unternehmer                                                                          | 76    |       |